# Opogona iridogramma
Opogona iridogramma är en fjärilsart som beskrevs av Edward Meyrick 1924. Opogona iridogramma ingår i släktet Opogona och familjen äkta malar. Inga underarter finns listade i Catalogue of Life.